# Marisol Medina
Marisol Medina  (nacida el 11 de mayo de 1980) es una exfutbolista argentina internacional que jugó como delantera. Formó parte de la selección femenina nacional de fútbol y participó de la Copa Mundial de 2003.

## Trayectoria

### Clubes
Fue jugadora del Club Atlético Independiente.

## Selección nacional
Además de su participación en el Mundial Femenino de 2003, también destacó siendo la máxima goleadora del Campeonato Sudamericano Femenino de 2003.
El entrenador de la selección Carlos Borrello la calificó como una de las jugadoras más importantes del equipo. Según sus palabras: 

Todas se destacan, aunque la mayoría de los entrenadores y oficiales del torneo quedaron impresionados con Marisol Medina, la goleadora del torneo. No sólo anota, sino que se tira atrás a armar juego, asiste a sus compañeras y posee un gran remate. Ha marcado goles desde fuera del área y, lo que es muy importante, ha perdido el miedo a cabecear. Es una jugadora muy completa.
Carlos Borrello.

### Participaciones en Copas del Mundo
| Mundial         | Sede           | Resultado    | Partidos | Goles |
| --------------- | -------------- | ------------ | -------- | ----- |
| Mundial de 2003 | Estados Unidos | Primera fase | 2        | 0     |

### Participaciones en Campeonatos Sudamericanos
| Copa                 | Sede                       | Resultado  | Partidos | Goles |
| -------------------- | -------------------------- | ---------- | -------- | ----- |
| Sudamericano de 2003 | Argentina · Ecuador · Perú | Subcampeón | 5        | 7     |

## Retiro
A causa de problemas económicos debió retirarse prematuramente del fútbol siendo todavía muy joven.